# Behzod Yoʻldoshev
Behzod Sodiqovich Yoʻldoshev (russisch: Бехзод Садыкович Юлдашев, englisch Bekhzod Sadykovich Yuldashev; * 9. Mai 1945 in Taschkent, Usbekische SSR, Sowjetunion; † 28. August 2024) war ein sowjetischer und usbekischer Physiker. Er war von 2000 bis 2005 Präsident der Akademie der Wissenschaften der Republik Usbekistan und erneut ab 2017.

## Karriere
Nachdem er im Jahr 1981 seine Doktorarbeit in den physikalisch-mathematischen Wissenschaften verteidigt hatte, wurde er Leiter eines Labors am Physikotechnischen Institut der Akademie der Wissenschaften von Usbekistan und bekleidete diese Position von 1984 bis 1990. Im Juni desselben Jahres wurde er Direktor des Instituts für Kernphysik, wo er bis 2006 blieb. In der Zwischenzeit wurde er 1994 zum korrespondierenden Mitglied und 2000 zum Vollmitglied der Akademie der Wissenschaften ernannt. Im Jahr 2000 wurde er zum Präsidenten der Akademie der Wissenschaften ernannt, wurde jedoch am 21. November 2005 von diesem Posten abgesetzt. Früher im selben Jahr, am 24. Januar, wurde er auf Anordnung Karimovs zum Mitglied des Oliy Majlis ernannt. Im Jahr 2006 wurde er zum Leiter des Labors am Institut für Kernphysik degradiert. Im Laufe seiner Arbeit führte er Forschungen außerhalb Usbekistans durch, war Gastprofessor an der Stanford University und der University of Washington und arbeitete auch an Projekten mit dem Fermilab und TRIUMF. Darüber hinaus arbeitete er vier Jahre lang als Berater für die IAEA. Schließlich wurde er am 10. Januar 2017 erneut zum Präsidenten der Akademie der Wissenschaften gewählt, und im Jahr 2022 wurde er zum Mitglied der Russischen Akademie der Wissenschaften gewählt. Bis 2022 hat er über 400 Artikel verfasst, neun Doktoranden betreut und 30 Kandidaten der Wissenschaften ausgebildet.
Er starb am 28. August 2024 im Alter von 79 Jahren.

## Wissenschaftliche Arbeiten
Yuldashev wies experimentell erstmals die Existenz eines vereinheitlichten Mechanismus der Quark-Hadronisierung in Wechselwirkungen zwischen Neutrinos (Leptonen) und hochenergetischen Hadronen mit Kernen nach. Er war der Erste, der experimentelle Beweise für das Vorhandensein einer neuen Art von hadronischer Materie – enge Dibaryon-Resonanzen (Dibaryon) – erhielt und interpretierte. Er entdeckte das Vorhandensein lokaler Eigenschaften innerhalb der Kernmaterie.

## Auszeichnungen
- Preisträger des nach al-Bīrūnī benannten Staatspreises der Usbekischen Sozialistischen Sowjetrepublik (1983).[1][2]
- Ausländisches Mitglied der Nationalen Akademie der Wissenschaften Kasachstans.[3][1]
- Mitglied der American Physical Society, Fellow der State University of Indiana und der Cambridge University sowie Honorarprofessor an der Samarkand State University.[1]
- Mitglied der Islamischen Weltakademie der Wissenschaften in Amman, Jordanien.[1]
- Ehrendoktorwürde des United Institute for Nuclear Research (2005).[1]
- Empfänger des Ordens „Mehnat shuhrati“ (Arbeitsruhm) (22. August 2003).[1][10]
- Empfänger des ESO International Prize (2004).[1]
- Träger des Ordens „El-yurt hurmati“ (An das geehrte Volk und die Heimat) (28. August 2011).[11]
- Ehrentitel „O’zbekiston Respublikasida xizmat ko’rsatgan fan arbobi“ (Angesehener Wissenschaftler der Republik Usbekistan) (28. August 2018).[1]